# Батыр-Мала
Баты́р-Мала́ (калм. Баатр Мал) — исчезнувшее озеро в Сарпинском районе Калмыкии. Относится к водной системе Сарпинских озёр. Расположено в Приергенинской ложбине.
Относится к Западно-Каспийскому бассейновому округу. Согласно данным государственного водного реестра площадь — 21,9 км². Входит в систему Сарпинских озёр.

## Название
Буквально название озера можно перевести как богатырский/крепкий скот, однако по легенде название озера связывают с Баатр-Маляги (племянник нойона Солом-Церена) — инициатора создания калмыцких Ики-, Дунд- и Бага-хурулов. По народным преданиям субурган памяти основателя был воздвигнут посередине озера.

## Физико-географическая характеристика

### Гидрография и климат
Гидрологический режим озера естественно-антропогенный. Озеро расположено в зоне резко континентального, полупустынного климата. В условиях значительного испарения роль дождевых осадков в водном режиме озера не велика. До ввода в эксплуатацию Сарпинской оросительно-обводнительной системы основным источником питания водоёма являлись осадки, выпадающие в зимний период.
В настоящее время озеро подверглось значительной антропогенной трансформации. Территория осушена при помощи дренажных каналов. Избыток воды сбрасывается в реку Аршань-Зельмень. На топографической карте 1989 года обозначено как урочище Батыр-Мала. Территория озера используется как сенокосное угодье.

### Бассейн
Площадь водосборного бассейна — 769 км². В озеро впадает река Царын-Зельмень (балка Каменная), также озеро является конечным приёмников вод балок Кюре-Сала и Харул

## Источник
- Атлас Республики Калмыкия, ФГУП «Северо-Кавказское аэрогеодезическое предприятие», Пятигорск, 2010 г., стр. 43